# 平行線 (曲)
「平行線」(へいこうせん・英語: Heikousen)はEve × suis from ヨルシカの楽曲。メジャー7作目のデジタルシングルとして2021年2月5日に各音楽配信サービスにてリリースされた。

## 概要
前作の配信シングル『心海』から約2か月ぶりのリリースとなった。
2020年の「心予報」より2年連続でロッテ「ガーナチョコレート」のテーマソングとして書き下ろされた。Eve初のコラボレーション・シングルとしてヨルシカのボーカルのsuisを迎えて製作された。
配信から約1年1か月後となる2022年3月16日発売のオリジナル・アルバム『廻人』にて初CD化される。

## ミュージック・ビデオ
平行線
監督：依田伸隆 / 美術監督：金子雄司 / 企画・脚本：川村元気 / アニメーション製作：10GAUGE・Studio DURIAN
配信リリース日の2021年2月5日にYouTubeで公開された。

## 収録内容
| #  | タイトル   | 作詞・作曲 | 編曲 | 時間 |
| -- | ---------- | ---------- | ---- | ---- |
| 1. | 「平行線」 | Eve        | Numa | 4:35 |

## タイアップ
平行線
ロッテ ガーナチョコレート『Gift』テーマソング